# Bridges to Babylon
Bridges to Babylon är ett album från 1997 av den brittiska rockgruppen The Rolling Stones.
Efter att man upptäckt att låten "Anybody Seen My Baby?" hade en del likheter med en tidigare låt, k.d. langs "Constant Craving" från 1992, valde man i syfte att undvika eventuella juridiska problem att ange lang och medförfattaren Ben King som upphovsmän jämte Jagger och Richards. Låten släpptes även som singel, liksom "Flip the Switch", "Saint of Me" och "Out of Control". Keith Richards sjunger på tre av albumets låtar: "You Don't Have to Mean It", "Thief in the Night" och "How Can I Stop". Han hade som mest sjungit på två låtar per album innan dess. På "How Can I Stop" som var albumets avslutande låt medverkar jazzsaxofonisten Wayne Shorter med ett solo. Gruppen använde sig av ett större antal utomstående producenter på detta album än de tidigare och senare gjort.
Albumet nådde sjätteplatsen på albumlistan i Storbritannien och andraplatsen i USA. Albumet följdes upp av två turnéer, Bridges to Babylon Tour och No Security Tour. Från den sistnämnda släpptes också ett livealbum.

## Låtlista
Sida 1
1. "Flip the Switch" (Mick Jagger, Keith Richards) - 3:28
2. "Anybody Seen My Baby?" (Jagger, k.d. lang, Ben Mink, Richards) - 4:31
3. "Low Down" (Jagger, Richards) - 4:26
4. "Already Over Me" (Jagger, Richards) - 5:24

Sida 2
1. "Gunface" (Jagger, Richards) - 5:02
2. "You Don't Have to Mean It" (Jagger, Richards) - 3:44
3. "Out of Control" (Jagger, Richards) - 4:43

Sida 3
1. "Saint of Me" (Jagger, Richards) - 5:15
2. "Might As Well Get Juiced" (Jagger, Richards) - 5:23
3. "Always Suffering" (Jagger, Richards) - 4:43

Sida 4
1. "Too Tight" (Jagger, Richards) - 3:33
2. "Thief in the Night" (Pierre de Beauport, Jagger, Richards) - 5:15
3. "How Can I Stop" (Jagger, Richards) - 5:53

## Listplaceringar
- Billboard 200, USA: #3[1]
- UK Albums Chart, Storbritannien: #6[2]
- RPM, Kanada: #2[3]
- Schweiz: #3[4]
- Österrike: #1[5]
- Nederländerna: #2[6]
- Finland: #3[7]
- VG-lista, Norge: #1[8]
- Sverigetopplistan, Sverige: #1[9]